# Mr. Saxobeat
"Mr. Saxobeat" is een single van de Roemeense zangeres Alexandra Stan. Het was haar eerste single die een buitenlandse hitlijst haalde. Het nummer bevat elementen van tal van muziekstijlen, waaronder house, trance en electro.

## Videoclip
De videoclip is opgenomen in oktober 2010. De making-of-video kwam begin november uit op 1Music Channel en de clip is uitgegeven op 15 november. De clip is opgenomen in de MediaPro Studio's. In het begin van de video zijn Alexandra en twee vriendinnen gearresteerd. Ze worden in handboeien met de handen achter de rug meegenomen door de politie op het politiebureau. Ze worden voor verhoor meegenomen naar een kantoor. Ondertussen volgt een dansscène door Alexandra in een cel. Later worden ze in een cel gezet. Alexandra verleidt een bewaker en steelt zijn pistool en sleutels en zo komen ze uit de cel. Ze sluiten de bewaker op in de cel. Alexandra en haar vriendinnen verkleden zich als bewakers. Ze bedreigen andere politieagenten en plakken ze vast. Aan het eind lopen ze met z'n drieën weg van het politiebureau. 
Deze video wordt vervolgd door "Get Back (ASAP)".

## Hitnoteringen

### Nederlandse Top 40
| Hitnotering: 09-04-2011 t/m 17-09-2011 | Hitnotering: 09-04-2011 t/m 17-09-2011 | Hitnotering: 09-04-2011 t/m 17-09-2011 | Hitnotering: 09-04-2011 t/m 17-09-2011 | Hitnotering: 09-04-2011 t/m 17-09-2011 | Hitnotering: 09-04-2011 t/m 17-09-2011 | Hitnotering: 09-04-2011 t/m 17-09-2011 | Hitnotering: 09-04-2011 t/m 17-09-2011 | Hitnotering: 09-04-2011 t/m 17-09-2011 | Hitnotering: 09-04-2011 t/m 17-09-2011 | Hitnotering: 09-04-2011 t/m 17-09-2011 | Hitnotering: 09-04-2011 t/m 17-09-2011 | Hitnotering: 09-04-2011 t/m 17-09-2011 | Hitnotering: 09-04-2011 t/m 17-09-2011 |
| Week:                                  | 1                                      | 2                                      | 3                                      | 4                                      | 5                                      | 6                                      | 7                                      | 8                                      | 9                                      | 10                                     | 11                                     | 12                                     | 13                                     |
| -------------------------------------- | -------------------------------------- | -------------------------------------- | -------------------------------------- | -------------------------------------- | -------------------------------------- | -------------------------------------- | -------------------------------------- | -------------------------------------- | -------------------------------------- | -------------------------------------- | -------------------------------------- | -------------------------------------- | -------------------------------------- |
| Positie:                               | 39                                     | 27                                     | 8                                      | 6                                      | 5                                      | 4                                      | 2                                      | 2                                      | 2                                      | 2                                      | 3                                      | 7                                      | 7                                      |
| Week:                                  | 14                                     | 15                                     | 16                                     | 17                                     | 18                                     | 19                                     | 20                                     | 21                                     | 22                                     | 23                                     | 24                                     |                                        |                                        |
| Positie:                               | 7                                      | 7                                      | 8                                      | 8                                      | 8                                      | 8                                      | 9                                      | 13                                     | 22                                     | 28                                     | 35                                     | uit                                    |                                        |

### NederlandseSingle Top 100
| Hitnotering: 02-04-2011 t/m 01-10-2011 | Hitnotering: 02-04-2011 t/m 01-10-2011 | Hitnotering: 02-04-2011 t/m 01-10-2011 | Hitnotering: 02-04-2011 t/m 01-10-2011 | Hitnotering: 02-04-2011 t/m 01-10-2011 | Hitnotering: 02-04-2011 t/m 01-10-2011 | Hitnotering: 02-04-2011 t/m 01-10-2011 | Hitnotering: 02-04-2011 t/m 01-10-2011 | Hitnotering: 02-04-2011 t/m 01-10-2011 | Hitnotering: 02-04-2011 t/m 01-10-2011 | Hitnotering: 02-04-2011 t/m 01-10-2011 | Hitnotering: 02-04-2011 t/m 01-10-2011 | Hitnotering: 02-04-2011 t/m 01-10-2011 | Hitnotering: 02-04-2011 t/m 01-10-2011 | Hitnotering: 02-04-2011 t/m 01-10-2011 |
| Week:                                  | 1                                      | 2                                      | 3                                      | 4                                      | 5                                      | 6                                      | 7                                      | 8                                      | 9                                      | 10                                     | 11                                     | 12                                     | 13                                     | 14                                     |
| -------------------------------------- | -------------------------------------- | -------------------------------------- | -------------------------------------- | -------------------------------------- | -------------------------------------- | -------------------------------------- | -------------------------------------- | -------------------------------------- | -------------------------------------- | -------------------------------------- | -------------------------------------- | -------------------------------------- | -------------------------------------- | -------------------------------------- |
| Positie:                               | 45                                     | 26                                     | 12                                     | 7                                      | 4                                      | 4                                      | 4                                      | 4                                      | 5                                      | 5                                      | 6                                      | 9                                      | 11                                     | 12                                     |
| Week:                                  | 15                                     | 16                                     | 17                                     | 18                                     | 19                                     | 20                                     | 21                                     | 22                                     | 23                                     | 24                                     | 25                                     | 26                                     | 27                                     |                                        |
| Positie:                               | 13                                     | 16                                     | 18                                     | 25                                     | 25                                     | 17                                     | 24                                     | 33                                     | 48                                     | 45                                     | 68                                     | 68                                     | 84                                     | uit                                    |

### VlaamseUltratop 50
| Hitnotering: 12-03-2011 t/m 11-06-2011 | Hitnotering: 12-03-2011 t/m 11-06-2011 | Hitnotering: 12-03-2011 t/m 11-06-2011 | Hitnotering: 12-03-2011 t/m 11-06-2011 | Hitnotering: 12-03-2011 t/m 11-06-2011 | Hitnotering: 12-03-2011 t/m 11-06-2011 | Hitnotering: 12-03-2011 t/m 11-06-2011 | Hitnotering: 12-03-2011 t/m 11-06-2011 | Hitnotering: 12-03-2011 t/m 11-06-2011 | Hitnotering: 12-03-2011 t/m 11-06-2011 | Hitnotering: 12-03-2011 t/m 11-06-2011 | Hitnotering: 12-03-2011 t/m 11-06-2011 | Hitnotering: 12-03-2011 t/m 11-06-2011 | Hitnotering: 12-03-2011 t/m 11-06-2011 | Hitnotering: 12-03-2011 t/m 11-06-2011 | Hitnotering: 12-03-2011 t/m 11-06-2011 |
| Week:                                  | 1                                      | 2                                      | 3                                      | 4                                      | 5                                      | 6                                      | 7                                      | 8                                      | 9                                      | 10                                     | 11                                     | 12                                     | 13                                     | 14                                     |                                        |
| -------------------------------------- | -------------------------------------- | -------------------------------------- | -------------------------------------- | -------------------------------------- | -------------------------------------- | -------------------------------------- | -------------------------------------- | -------------------------------------- | -------------------------------------- | -------------------------------------- | -------------------------------------- | -------------------------------------- | -------------------------------------- | -------------------------------------- | -------------------------------------- |
| Positie:                               | 44                                     | 7                                      | 6                                      | 5                                      | 7                                      | 8                                      | 12                                     | 14                                     | 17                                     | 21                                     | 27                                     | 29                                     | 33                                     | 30                                     | uit                                    |